# You and Whose Army?
Pistes de Amnesiac
Pulk/Pull Revolving Doors I Might Be Wrong
You and Whose Army? est le 4e titre de l'album Amnesiac de Radiohead, sorti en 2001. La chanson a été jouée pour la première fois le 17 juin 2000 à l'Amphithéâtre de Fréjus, dans le Var.
Elle présente une influence blues inhabituelle pour le groupe.
La chanson est utilisée dans la scène introductive du film Incendies et est utilisée dans le pilote de la série Peaky Blinders.